# 3 км (зупинний пункт, Донецька залізниця, Ясинувата)
3 кіломе́тр — пасажирська зупинна залізнична платформа Донецької дирекції Донецької залізниці. Розташована між м. Ясинувата та Макіївка, Кіровський район Макіївки, Донецька область на лінії Ясинувата-Пасажирська — Ларине між станціями Ясинувата (3 км) та Кальміус (5 км).
Див. також.: Богодухівська залізнична гілка.
Через військову агресію Росії на сході України транспортне сполучення припинене, водночас Яндекс.Розклади вказує на наявність пасажирських перевезень.